# Araneus noegeatus
Araneus noegeatus là một loài nhện trong họ Araneidae.
Loài này thuộc chi Araneus. Araneus noegeatus được Tord Tamerlan Teodor Thorell miêu tả năm 1895.